# Mistrovství světa juniorů v orientačním běhu 1995
6. Mistrovství světa juniorů v orientačním běhu proběhlo v Dánsku ve dnech 9. až 12. července 1995. Centrum závodů JMS bylo poblíž města Horsens, které leží na východě Jutského poloostrova, na konci fjordu Horsens.

## Závod na krátké trati (Middle)

### Výsledky závodu na krátké trati (Middle)
| Muži                                                                                   | Muži                                                                                   | Muži                                                                                   | Muži                                                                                   | Muži                                                                                   | Ženy                                                                                   | Ženy                                                                                   | Ženy                                                                                   | Ženy                                                                                   | Ženy                                                                                   |
| -------------------------------------------------------------------------------------- | -------------------------------------------------------------------------------------- | -------------------------------------------------------------------------------------- | -------------------------------------------------------------------------------------- | -------------------------------------------------------------------------------------- | -------------------------------------------------------------------------------------- | -------------------------------------------------------------------------------------- | -------------------------------------------------------------------------------------- | -------------------------------------------------------------------------------------- | -------------------------------------------------------------------------------------- |
| - Traťové parametry: 4,7 km, 11 kontrol, 165 m převýšení. - Mapa: Grund 1:10 000 E= 5m | - Traťové parametry: 4,7 km, 11 kontrol, 165 m převýšení. - Mapa: Grund 1:10 000 E= 5m | - Traťové parametry: 4,7 km, 11 kontrol, 165 m převýšení. - Mapa: Grund 1:10 000 E= 5m | - Traťové parametry: 4,7 km, 11 kontrol, 165 m převýšení. - Mapa: Grund 1:10 000 E= 5m | - Traťové parametry: 4,7 km, 11 kontrol, 165 m převýšení. - Mapa: Grund 1:10 000 E= 5m | - Traťové parametry: 3,5 km, 10 kontrol, 125 m převýšení. - Mapa: Grund 1:10 000 E= 5m | - Traťové parametry: 3,5 km, 10 kontrol, 125 m převýšení. - Mapa: Grund 1:10 000 E= 5m | - Traťové parametry: 3,5 km, 10 kontrol, 125 m převýšení. - Mapa: Grund 1:10 000 E= 5m | - Traťové parametry: 3,5 km, 10 kontrol, 125 m převýšení. - Mapa: Grund 1:10 000 E= 5m | - Traťové parametry: 3,5 km, 10 kontrol, 125 m převýšení. - Mapa: Grund 1:10 000 E= 5m |
| Umístění                                                                               | Země                                                                                   | Jméno                                                                                  | Čas                                                                                    | Ztráta                                                                                 | Umístění                                                                               | Země                                                                                   | Jméno                                                                                  | Čas                                                                                    | Ztráta                                                                                 |
|                                                                                        | Maďarsko                                                                               | Gabor Domonyik                                                                         | 0:25:50                                                                                |                                                                                        |                                                                                        | Dánsko                                                                                 | Christina Grøndahlová                                                                  | 0:24:47                                                                                |                                                                                        |
|                                                                                        | Česko                                                                                  | Tomáš Zakouřil                                                                         | 0:26:36                                                                                | + 0:00:46                                                                              |                                                                                        | Německo                                                                                | Karin Schmalfeldová                                                                    | 0:25:48                                                                                | + 0:01:01                                                                              |
|                                                                                        | Rusko                                                                                  | Mikhail Mamleev                                                                        | 0:26:45                                                                                | + 0:00:55                                                                              |                                                                                        | Česko                                                                                  | Iva Navrátilová                                                                        | 0:26:50                                                                                | + 0:02:03                                                                              |
| 4                                                                                      | Rusko                                                                                  | Roman Jefimov                                                                          | 0:26:48                                                                                | + 0:00:58                                                                              |                                                                                        | Finsko                                                                                 | Tiina Jukkolaová                                                                       | 0:26:50                                                                                | + 0:02:03                                                                              |
| 5                                                                                      | Dánsko                                                                                 | Troels Nielsen                                                                         | 0:27:05                                                                                | + 0:01:15                                                                              | 5                                                                                      | Rumunsko                                                                               | Zsuzsa Feyová                                                                          | 0:27:14                                                                                | + 0:02:27                                                                              |
| 6                                                                                      | Finsko                                                                                 | Jani Lakanen                                                                           | 0:27:22                                                                                | + 0:01:32                                                                              | 6                                                                                      | Švédsko                                                                                | Annika Björková                                                                        | 0:27:40                                                                                | + 0:02:53                                                                              |

## Závod na klasické trati (Long)

### Výsledky závodu na klasické trati (Long)
| Muži                                                                                      | Muži                                                                                      | Muži                                                                                      | Muži                                                                                      | Muži                                                                                      | Ženy                                                                                     | Ženy                                                                                     | Ženy                                                                                     | Ženy                                                                                     | Ženy                                                                                     |
| ----------------------------------------------------------------------------------------- | ----------------------------------------------------------------------------------------- | ----------------------------------------------------------------------------------------- | ----------------------------------------------------------------------------------------- | ----------------------------------------------------------------------------------------- | ---------------------------------------------------------------------------------------- | ---------------------------------------------------------------------------------------- | ---------------------------------------------------------------------------------------- | ---------------------------------------------------------------------------------------- | ---------------------------------------------------------------------------------------- |
| - Traťové parametry: 11,5 km, 21 kontrol, 505 m převýšení. - Mapa: Velling 1:15 000 E= 5m | - Traťové parametry: 11,5 km, 21 kontrol, 505 m převýšení. - Mapa: Velling 1:15 000 E= 5m | - Traťové parametry: 11,5 km, 21 kontrol, 505 m převýšení. - Mapa: Velling 1:15 000 E= 5m | - Traťové parametry: 11,5 km, 21 kontrol, 505 m převýšení. - Mapa: Velling 1:15 000 E= 5m | - Traťové parametry: 11,5 km, 21 kontrol, 505 m převýšení. - Mapa: Velling 1:15 000 E= 5m | - Traťové parametry: 7,8 km, 13 kontrol, 325 m převýšení. - Mapa: Velling 1:15 000 E= 5m | - Traťové parametry: 7,8 km, 13 kontrol, 325 m převýšení. - Mapa: Velling 1:15 000 E= 5m | - Traťové parametry: 7,8 km, 13 kontrol, 325 m převýšení. - Mapa: Velling 1:15 000 E= 5m | - Traťové parametry: 7,8 km, 13 kontrol, 325 m převýšení. - Mapa: Velling 1:15 000 E= 5m | - Traťové parametry: 7,8 km, 13 kontrol, 325 m převýšení. - Mapa: Velling 1:15 000 E= 5m |
| Umístění                                                                                  | Země                                                                                      | Jméno                                                                                     | Čas                                                                                       | Ztráta                                                                                    | Umístění                                                                                 | Země                                                                                     | Jméno                                                                                    | Čas                                                                                      | Ztráta                                                                                   |
|                                                                                           | Maďarsko                                                                                  | Gabor Domonyik                                                                            | 1:10:02                                                                                   |                                                                                           |                                                                                          | Dánsko                                                                                   | Christina Grøndahlová                                                                    | 1:00:24                                                                                  |                                                                                          |
|                                                                                           | Rusko                                                                                     | Mikhail Mamleev                                                                           | 1:12:41                                                                                   | + 0:02:39                                                                                 |                                                                                          | Česko                                                                                    | Lenka Čechová                                                                            | 1:01:51                                                                                  | + 0:01:27                                                                                |
|                                                                                           | Finsko                                                                                    | Jani Lakanen                                                                              | 1:13:04                                                                                   | + 0:03:02                                                                                 |                                                                                          | Česko                                                                                    | Kateřina Mikšová                                                                         | 1:02:37                                                                                  | + 0:02:13                                                                                |
| 4                                                                                         | Austrálie                                                                                 | Tom Quayle                                                                                | 1:13:06                                                                                   | + 0:03:04                                                                                 | 4                                                                                        | Rumunsko                                                                                 | Enikö Feyová                                                                             | 1:03:18                                                                                  | + 0:02:54                                                                                |
| 5                                                                                         | Česko                                                                                     | Tomáš Zakouřil                                                                            | 1:13:14                                                                                   | + 0:03:12                                                                                 | 5                                                                                        | Polsko                                                                                   | Eva Kozlovská                                                                            | 1:03:49                                                                                  | + 0:03:25                                                                                |
| 6                                                                                         | Rusko                                                                                     | Evgeni Fadeev                                                                             | 1:13:46                                                                                   | + 0:03:44                                                                                 | 6                                                                                        | Švédsko                                                                                  | Annika Björková                                                                          | 1:03:52                                                                                  | + 0:03:28                                                                                |

## Štafetový závod

### Výsledky štafetového závodu
| Muži                                                                          | Muži                                                                          | Muži                                                                          | Muži                                                                          | Muži                                                                          | Ženy                                                                  | Ženy                                                                  | Ženy                                                                  | Ženy                                                                  | Ženy                                                                  |
| ----------------------------------------------------------------------------- | ----------------------------------------------------------------------------- | ----------------------------------------------------------------------------- | ----------------------------------------------------------------------------- | ----------------------------------------------------------------------------- | --------------------------------------------------------------------- | --------------------------------------------------------------------- | --------------------------------------------------------------------- | --------------------------------------------------------------------- | --------------------------------------------------------------------- |
| - Traťové parametry : ? km, ? kontrol, ? m převýšení - Mapa: ? 1:10 000 E= 5m | - Traťové parametry : ? km, ? kontrol, ? m převýšení - Mapa: ? 1:10 000 E= 5m | - Traťové parametry : ? km, ? kontrol, ? m převýšení - Mapa: ? 1:10 000 E= 5m | - Traťové parametry : ? km, ? kontrol, ? m převýšení - Mapa: ? 1:10 000 E= 5m | - Traťové parametry : ? km, ? kontrol, ? m převýšení - Mapa: ? 1:10 000 E= 5m | - Parametry : ? km, ? kontrol, ? m převýšení - Mapa: ? 1:10 000 E= 5m | - Parametry : ? km, ? kontrol, ? m převýšení - Mapa: ? 1:10 000 E= 5m | - Parametry : ? km, ? kontrol, ? m převýšení - Mapa: ? 1:10 000 E= 5m | - Parametry : ? km, ? kontrol, ? m převýšení - Mapa: ? 1:10 000 E= 5m | - Parametry : ? km, ? kontrol, ? m převýšení - Mapa: ? 1:10 000 E= 5m |
| Umístění                                                                      | Země                                                                          | Jméno                                                                         | Čas                                                                           | Ztráta                                                                        | Umístění                                                              | Země                                                                  | Jméno                                                                 | Čas                                                                   | Ztráta                                                                |
|                                                                               | Dánsko                                                                        | Jesper Damgaard Mads Ingvardsen Troels Nielsen                                | 2:17:23                                                                       |                                                                               |                                                                       | Česko                                                                 | Kateřina Mikšová Kateřina Pracná Eva Juřeníková                       | 1:50:20                                                               |                                                                       |
|                                                                               | Maďarsko                                                                      | Kolos Vajda Lajos Sárecz Gábor Domonyik                                       | 2:18:01                                                                       | + 0:00:38                                                                     |                                                                       | Švédsko                                                               | Maria Dalinová Kristin Backåkersová Annika Björková                   | 1:53:10                                                               | + 0:02:50                                                             |
|                                                                               | Finsko                                                                        | Ville Repo Jarkko Huovila Miika Hernelahti                                    | 2:18:07                                                                       | + 0:00:44                                                                     |                                                                       | Švýcarsko                                                             | Susi Widlerová Susanne Wehrliová Sara Wegmüllerová                    | 1:54:45                                                               | + 0:04:25                                                             |
| 4                                                                             | Spojené království                                                            | Jon Duncan Sigmund Gould Jamie Stevenson                                      | 2:21:58                                                                       | + 0:04:35                                                                     | 4                                                                     | Finsko                                                                | Tiina Jukkolaová Hanna Heiskanenová Paula Haapakoskiová               | 1:55:03                                                               | + 0:04:43                                                             |
| 5                                                                             | Švýcarsko                                                                     | Urs Altorfer Donatus Schnyder Matthias Gilgien                                | 2:24:26                                                                       | + 0:07:03                                                                     | 5                                                                     | Rumunsko                                                              | Einkö Gallová Zsuzsa Feyová Enikö Feyová                              | 1:59:48                                                               | + 0:09:28                                                             |
| 6                                                                             | Švédsko                                                                       | Rikard Claesson Emil Wingstedt Kalle Dalin                                    | 2:24:32                                                                       | + 0:07:09                                                                     | 6                                                                     | Dánsko                                                                | Pernille Husenová Merete Bigumová Christina Grøndahlová               | 2:02:43                                                               | + 0:12:23                                                             |

## Česká juniorská reprezentace na JMS
| Muži                       | Muži                       | Muži                       | Muži                       | Ženy                        | Ženy                        | Ženy                        | Ženy                        |
| -------------------------- | -------------------------- | -------------------------- | -------------------------- | --------------------------- | --------------------------- | --------------------------- | --------------------------- |
| - Umístění českých juniorů | - Umístění českých juniorů | - Umístění českých juniorů | - Umístění českých juniorů | - Umístění českých juniorek | - Umístění českých juniorek | - Umístění českých juniorek | - Umístění českých juniorek |
| Jméno                      | Middle                     | Long                       | Štafety                    | Jméno                       | Middle                      | Long                        | Štafety                     |
| Luboš Matějů               | 9. místo                   | 39. místo                  | 7. místo                   | Kateřina Tichá              | DSQ                         | 16. místo                   | x                           |
| Jiří Paclík                | 16. místo                  | 26. místo                  | x                          | Lenka Čechová               | 60. místo                   | 2. místo                    | x                           |
| Richard Pleticha           | 44. místo                  | 22. místo                  | 7. místo                   | Kateřina Pracná             | 39. místo                   | 9. místo                    | 1. místo                    |
| Roman Horyna               | 102. místo                 | 54. místo                  | x                          | Kateřina Mikšová            | 17. místo                   | 3. místo                    | 1. místo                    |
| Tomáš Zakouřil             | 2. místo                   | 5. místo                   | 7. místo                   | Eva Juřeníková              | 10. místo                   | 10. místo                   | 1. místo                    |
| Eduard Štěrbák             | 104. místo                 | 52. místo                  | x                          | Iva Navrátilová             | 3. místo                    | 32. místo                   | x                           |

## Medailová klasifikace podle zemí
| Medailová klasifikace podle zemí | Medailová klasifikace podle zemí | Medailová klasifikace podle zemí | Medailová klasifikace podle zemí | Medailová klasifikace podle zemí | Medailová klasifikace podle zemí |
| Umístění                         | Země                             | Zlato                            | Stříbro                          | Bronz                            | Součet                           |
| -------------------------------- | -------------------------------- | -------------------------------- | -------------------------------- | -------------------------------- | -------------------------------- |
| 1.                               | Dánsko                           | 3                                | -                                | -                                | 3                                |
| 2.                               | Maďarsko                         | 2                                | 1                                | -                                | 3                                |
| 3.                               | Česko                            | 1                                | 2                                | 2                                | 5                                |
| 4.                               | Rusko                            | -                                | 1                                | 1                                | 2                                |
| 5.                               | Německo                          | -                                | 1                                | -                                | 1                                |
| 5.                               | Švédsko                          | -                                | 1                                | -                                | 1                                |
| 7.                               | Finsko                           | -                                | -                                | 3                                | 3                                |
| 8.                               | Švýcarsko                        | -                                | -                                | 1                                | 1                                |